# Alan Dinehart
Alan Dinehart (* 3. Oktober 1889 in Saint Paul, Minnesota als Harold Alan Dinehart; † 18. Juli 1944 in Hollywood, Kalifornien) war ein US-amerikanischer Schauspieler und Autor.

## Leben und Karriere
Alan Dinehart brach die Schule ab, um sich einer durch die USA ziehenden Theatergruppe anzuschließen. Er war bereits ein erfahrener Bühnenschauspieler, als er 1918 in dem Stück A Very Good Young Man sein Debüt am New Yorker Broadway feierte. Dort trat er in den 1920er-Jahren durchgehend in über einem Dutzend Produktionen auf und war auch als Regisseur einiger Produktionen tätig. Wie so viele spracherfahrene Theaterschauspieler vom Broadway wurde Dinehart mit dem Anbruch des Tonfilms von den Filmstudios nach Hollywood gelotst.
Von 1931 bis in sein Todesjahr wirkte Dinehart an insgesamt 89 Kinofilmen mit. Der hochgewachsene, korpulente und rundgesichtige Darsteller war in seinen ersten Filmen noch mehrfach Leading Men, trat dann aber vor allem in Nebenrollen auf, insbesondere in den Krimifilmen von 20th Century Fox war er mehrfach zu sehen. Nicht selten wurde er als Schurke oder unsympathische Persönlichkeit besetzt, beispielsweise mehrfach als windiger Geschäftsmann. In Filmen wie Supernatural (1933) mit Carole Lombard und Jimmy the Gent (1934) mit James Cagney war er als gewitzter wie unehrlicher Betrüger zu sehen. Dinehart betätigte sich neben der Schauspielerei auch als Bühnenautor, beispielsweise war er Mitverfasser der Komödie Separate Rooms, die Anfang der 1940er-Jahre eines der erfolgreichsten Stücke am Broadway war und über eineinhalb Jahre lief.
Alan Dinehart starb 1944 im Alter von 54 Jahren an einem Herzinfarkt und wurde im Mausoleum des Prominentenfriedhofs Forest Lawn Memorial Park in Glendale beigesetzt. Aus seiner geschiedenen Ehe mit Louise Dyer Dinehart zwischen 1912 und 1932 hatte er einen Sohn, den späteren Schauspieler und Filmproduzenten Alan Dinehart Jr. (1918–1992), der in den 1960er-Jahren einer der Produzenten der Serie Familie Feuerstein war. Mit seiner zweiten Ehefrau, der Schauspielerin Mozelle Britton (1912–1953), mit der er von 1933 bis zu seinem Tod verheiratet war, hatte er zwei Kinder. Sein Sohn Mason Alan Dinehart (* 1936) war in den 1950er-Jahren auch Schauspieler.

## Filmografie (Auswahl)
- 1931: The Brat
- 1931: Girls About Town
- 1932: Das Washingtoner Karussell (Washington Merry-Go-Round)
- 1932: Lawyer Man
- 1932: Street of Women
- 1933: Verschollen in New York (Bureau of Missing Persons)
- 1933: Supernatural
- 1933: The World Changes
- 1933: A Study in Scarlet
- 1934: Harold Lloyd, der Strohmann (The Cat’s Paw)
- 1934: Shirley’s großes Spiel (Baby, Take a Bow)
- 1934: Ein feiner Herr (Jimmy the Gent)
- 1935: Das Schiff des Satans (Dante’s Inferno)
- 1935: Musik um Mitternacht (Thanks a Million)
- 1935: Luxusmädel (Lottery Lover)
- 1936: Gefährliche Fracht (Human Cargo)
- 1936: Zum Tanzen geboren (Born to Dance)
- 1936: Charlie Chan beim Pferderennen (Charlie Chan at the Race Track)
- 1937: Ali Baba geht in die Stadt (Ali Baba Goes to Town)
- 1937: Unter vier Augen (This Is My Affair)
- 1937: Danger – Love at Work
- 1938: Shirley auf Welle 303 (Rebecca of Sunnybrook Farm)
- 1939: Second Fiddle
- 1943: It’s a Great Life
- 1943: What a Woman!
- 1944: Johnny Doesn’t Live Here Anymore
- 1944: Der Whistler (The Whistler)
- 1944: Minstrel Man
- 1944: A Wave, a WAC and a Marine

## Einzelbelege
1. ↑  Alan Dinehart in der Internet Broadway Database, abgerufen am 29. November 2019 (englisch)
2. ↑  Alan Dinehart Biography, Hollywood Talkies Claim Another from Broadway. 3. Oktober 2012, abgerufen am 29. November 2019 (amerikanisches Englisch).
3. ↑  Hal Erickson: Alan Dinehart (Memento vom 5. April 2021 im Internet Archive) bei AllMovie (englisch)
4. ↑  Alan Dinehart Biography, Hollywood Talkies Claim Another from Broadway. 3. Oktober 2012, abgerufen am 28. November 2019 (amerikanisches Englisch).
5. ↑  Separate Rooms | Samuel French. Abgerufen am 29. November 2019 (englisch).
6. ↑  Alan Dinehart in der Datenbank Find a Grave, abgerufen am 18. Februar 2021.
7. ↑  Alan Dinehart. Internet Movie Database, abgerufen am 29. November 2019.
8. ↑  Mozelle Britton. Internet Movie Database, abgerufen am 29. November 2019.
9. ↑  Mason Alan Dinehart. Internet Movie Database, abgerufen am 29. November 2019.

| Personendaten    | Personendaten                              |
| ---------------- | ------------------------------------------ |
| NAME             | Dinehart, Alan                             |
| ALTERNATIVNAMEN  | Dinehart, Harold Alan (vollständiger Name) |
| KURZBESCHREIBUNG | US-amerikanischer Schauspieler und Autor   |
| GEBURTSDATUM     | 3. Oktober 1889                            |
| GEBURTSORT       | Saint Paul, Minnesota, Vereinigte Staaten  |
| STERBEDATUM      | 18. Juli 1944                              |
| STERBEORT        | Hollywood, Kalifornien, Vereinigte Staaten |